# بيتر تايلور
بيتر تايلور (بالإنجليزية: Peter Taylor)، من مواليد 3 يناير 1953 في إسكس في إنجلترا، لاعب كرة قدم ومدرب معتزل، وحاليًا هو مدير نادي داجينهام وريدبريدج. سبق له تدريب منتخب البحرين في 2011-2012. درب عدة فرق كان من بينها مدرباً منتخب إنجلترا عام 2000 .

## روابط خارجية
- بيتر تايلور على موقع قاعدة بيانات كرة القدم.إي يو (الإنجليزية)
- بيتر تايلور على موقع ناشيونال فوتبول تيمز (الإنجليزية)
- بيتر تايلور على موقع Soccerbase.com (مدرب) (الإنجليزية)
- بيتر تايلور على موقع عالم كرة القدم.نت (الإنجليزية)
- بيتر تايلور على موقع كووورة